# Целковська
Целко́вська (рос. Целковская) — присілок у складі Тарногського району Вологодської області, Росія. Входить до складу Спаського сільського поселення.

## Населення
Населення — 19 осіб (2010; 31 у 2002).
Національний склад (станом на 2002 рік):
- росіяни — 97 %